# Lancer du javelot masculin aux championnats du monde d'athlétisme 2005
Navigation
Paris 2003 Osaka 2007
L'épreuve du lancer du javelot masculin des championnats du monde d'athlétisme 2005 s'est déroulée les 9 et 10 août 2005 dans le Stade olympique d'Helsinki, en Finlande. Elle est remportée par l'Estonien Andrus Värnik.

## Résultats

### Finale
| Rang               | Athlète             | Pays      | Essais | Essais | Essais | Essais | Essais | Essais | Marque  | Notes |
| Rang               | Athlète             | Pays      | 1      | 2      | 3      | 4      | 5      | 6      | Marque  | Notes |
| ------------------ | ------------------- | --------- | ------ | ------ | ------ | ------ | ------ | ------ | ------- | ----- |
| Médaille d'or      | Andrus Värnik       | Estonie   | 79.06  | X      | 76.47  | 87.17  | 85.29  | X      | 87.17 m |       |
| Médaille d'argent  | Andreas Thorkildsen | Norvège   | 78.36  | 81.52  | 83.41  | 85.71  | 86.18  | X      | 86.18 m |       |
| Médaille de bronze | Sergey Makarov      | Russie    | 80.77  | 83.30  | 79.95  | 83.48  | 82.55  | 83.54  | 83.54 m |       |
| 4                  | Tero Pitkämäki      | Finlande  | 75.44  | X      | 79.64  | 81.27  | X      | X      | 81.27 m |       |
| 5                  | Alexandr Ivanov     | Russie    | 77.93  | 79.14  | X      | X      | X      | 77.12  | 79.14 m |       |
| 6                  | Ēriks Rags          | Lettonie  | 73.12  | 78.77  | X      | X      | X      | 77.34  | 78.77 m |       |
| 7                  | Ainārs Kovals       | Lettonie  | 74.05  | X      | 77.61  | X      | X      | X      | 77.61 m |       |
| 8                  | Mark Frank          | Allemagne | 75.82  | 73.19  | 71.17  | X      | 77.56  | X      | 77.56 m |       |
| 9                  | Aki Parviainen      | Finlande  | 74.86  | 70.88  | X      |        |        |        | 74.86 m |       |
| 10                 | Guillermo Martínez  | Cuba      | 72.68  | 69.42  | X      |        |        |        | 72.68 m |       |
| 11                 | Tomas Intas         | Lituanie  | X      | X      | 70.11  |        |        |        | 70.11 m |       |
| 12                 | Scott Russell       | Canada    | 62.33  | X      | 68.59  |        |        |        | 68.59 m |       |

## Qualifications
Lors des qualifications, le Samoan Shaka Sola, étant arrivé trop tard pour son épreuve d’inscription le lancer de poids, obtient par dérogation l’inscription au javelot, épreuve qu’il n’avait jamais essayée auparavant. Il termine dernier, à 17 m du moins bon lanceur.

## Légende
Records et Performances
- AR : Record continental (area record)
- CR : Record des championnats (championship record)
- MR : Record du meeting (meet record)
- NR : Record national (national record)
- OR : Record olympique (olympic record)
- PR : Record paralympique (paralympic record)
- PB : Record personnel (personal best)
- SB : Meilleure performance personnelle de la saison (season's best)
- WL : Meilleure performance mondiale de l'année (world leader)
- WJR : Record du monde junior (world junior record)
- WR : Record du monde (world record)

Circonstances et Conditions
- DNF : N'a pas terminé (did not finish)
- DNS : N'a pas pris le départ (did not start)
- DQ : Disqualification (disqualification)
- NM : Aucun essai valable enregistré (No Mark)
- Q : Qualifié « directement » au prochain tour (ou à la prochaine compétition), lors d'une compétition majeure, grâce au classement ou à la réalisation des minima (automatic qualifier)
- q : Qualifié au prochain tour (ou à la prochaine compétition), lors d'une compétition majeure, grâce au repêchage ou à la réalisation de l'une des meilleures performances parmi celles des « non qualifiés directement » (grâce au meilleur temps ou à la meilleure distance par exemple) (secondary qualifier)